# Raffaello Matarazzo
Raffaello Matarazzo (Roma, 17 d'agost de 1909 - ibíd., 17 de maig de 1966) va ser un director de cinema italià.

## Biografia
Matarazzo va començar a escriure crítiques de cinema per al periòdic romà Il Tevere i després va revisar guions per a l'empresa de cinema Cines. Les seves primeres pel·lícules com a director van ser comèdies, abans de passar-se al melodrama. Amb Catene, produïda per Titanus en 1949, es va convertir en un director de cinema d'èxit a Itàlia. El públic adorava els seus melodrames. No obstant això, la crítica mernospreció el seu treball, qualificant les seves cintes com Neorealismo d'appendice. Des de la dècada de 1970, alguns crítics cinematogràfics han tractat de restaurar la reputació de l'obra fílmica de Matarazzo. La revista francesa Positif va lloar el seu peplum eròtic-històric erotic-historical peplum La nave delle donne maledette.

## Filmografia

### Escenògraf
- La telefonista, de Nunzio Malasomma. (1932)
- Due cuori felici, de Baldassarre Negroni. (1932)
- La voce lontana, de Guido Brignone. (1933)
- Fanny, de Mario Almirante. (1933)
- Frutto acerbo, de Carlo Ludovico Bragaglia. (1934)
- L'ambasciatore, de Baldassarre Negroni. [1936)
- L'amor mio non muore, de Peppino Amato. (1938)
- L'imprevisto, de Giorgio Simonelli. (1940)
- Violette nei capelli, de Carlo Ludovico Bragaglia. (1942)

### Director

#### Documentals
- Littoria (1932)
- Mussolinia di Sardegna (1933)

#### Llargmetratges
- Treno popolare (1933)
- Kiki (1934)
- Il serpente a sonagli (1935)
- Joe il rosso (1936)
- L'anonima Roylott (1936)
- È tornato carnevale (1937)
- Sono stato io! (1937)

- L'albergo degli assenti (1939)
- Il marchese di Ruvolito (1939)
- Giù il sipario (1940)
- Trappola d'amore (1940)
- Notte di fortuna (1941)

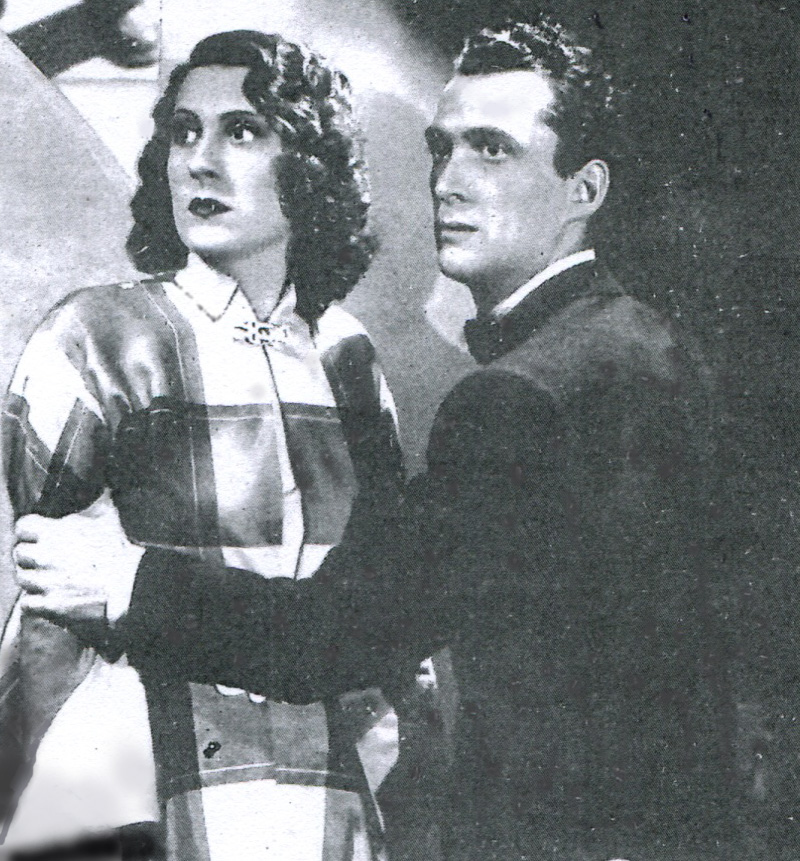
Carla Candiani i Maurizio D'Ancora en un fotograma d' L'albergo degli assenti.

- L'avventuriera del piano di sopra (1941)
- Giorno di nozze (1942)
- Il birichino di papà (1943)
- Dora, la espía (1943) (realitzada a Espanya)
- Empezó en boda (1944) (realitzada a Espanya)
- La fumeria d'oppio (1947)
- Lo sciopero dei milioni (1948)
- Paolo e Francesca (1949)
- Catene (1949)
- Tormento (1950)

- I figli di nessuno (1951)

- Il tenente Giorgio (1952)
- Chi è senza peccato... (1953)
- Giuseppe Verdi (1953)
- Torna! (1953)
- Vortice (1953)

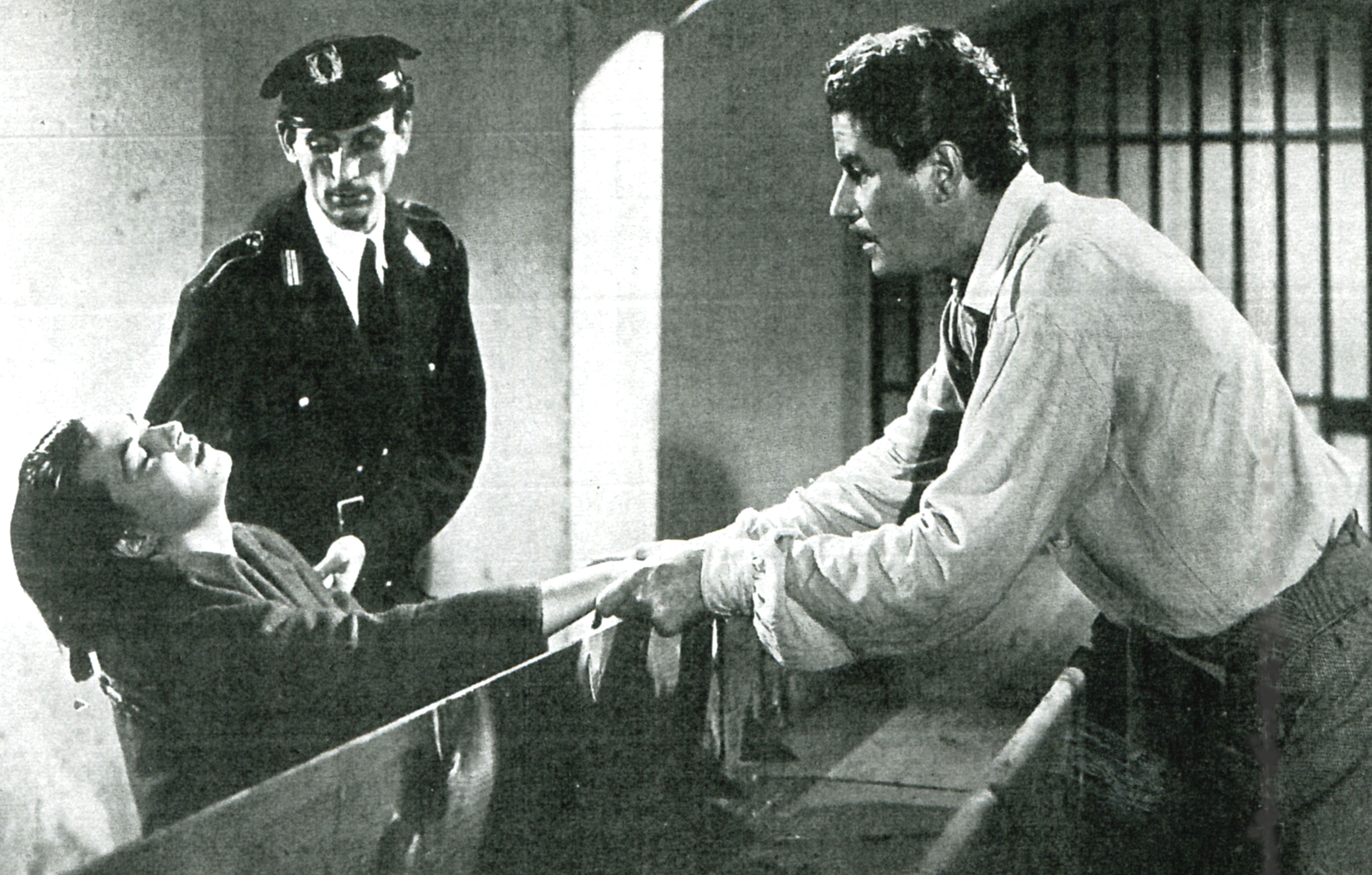
Yvonne Sanson i Amedeo Nazzari en un fotograma de Tormento.

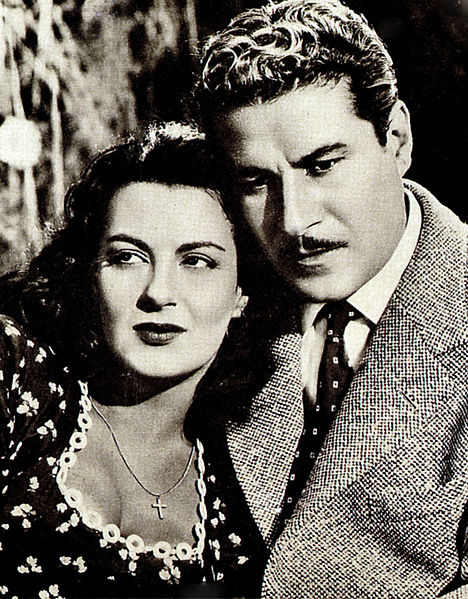
Yvonne Sanson i Amedeo Nazzari posando en una foto del rodatge de I figli di nessuno.

- La nave delle donne maledette (1954)
- La schiava del peccato (1954)
- Guai ai vinti (1954)
- L'angelo bianco (1955)
- L'intrusa (1955)
- La risaia (1956)
- L'ultima violenza (1957)
- Malinconico autunno (1958)
- Cerasella (1960)
- Adultero lui, adultera lei (1963)
- I terribili 7 (1964)
- Amore mio (1964)